# 1961 na literatura

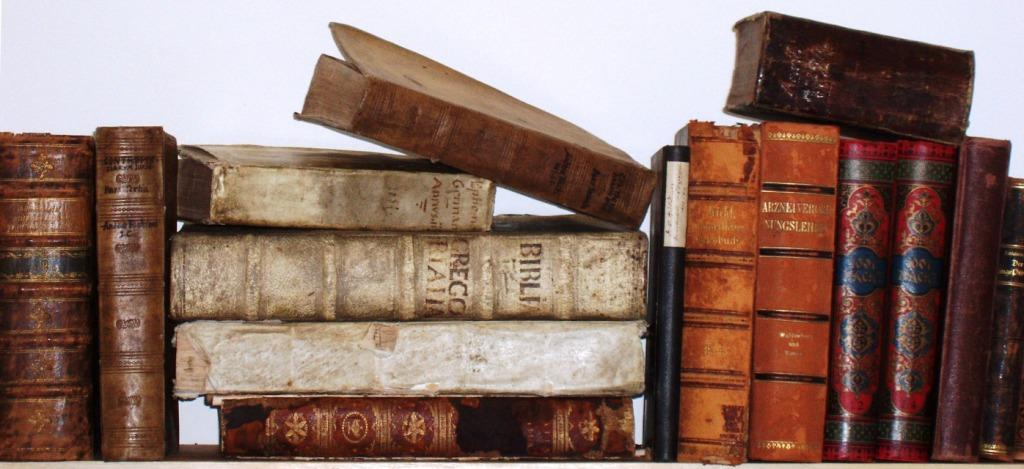
O livro aberto de 1961.

## Nascimentos
| Data            | Nome               | Profissão                                                                           | Nacionalidade         | Observações | Ref |
| --------------- | ------------------ | ----------------------------------------------------------------------------------- | --------------------- | ----------- | --- |
| 25 de Janeiro   | Miguel M. Abrahão  | escritor, dramaturgo e historiador                                                  | Brasil                |             |     |
| 04 de fevereiro | Luiz Ruffato       | escritor                                                                            | Brasil                |             |     |
| 28 de Junho     | Alberto Mussa      | escritor                                                                            | Brasil                |             |     |
| 4 de Agosto     | Carla Pompeu       | pintora, cenógrafa, figurinista, escritora, diretora e produtora de cinema e teatro | Brasil                | m. 2008     |     |
| 12 de novembro  | Christopher Reich  | escritor                                                                            | Japão/ Estados Unidos |             |     |
| 14 de Novembro  | Jurga Ivanauskaitė | escritora                                                                           | Lituânia              | m. 2007     |     |
| ?               | Carlito Azevedo    | escritor                                                                            | Brasil                |             |     |
| ?               | Philip Gourevitch  | jornalista e escritor                                                               | Estados Unidos        |             |     |

## Mortes
| Data           | Nome             | Profissão               | Nacionalidade  | Observações | Ref |
| -------------- | ---------------- | ----------------------- | -------------- | ----------- | --- |
| 2 de Julho     | Ernest Hemingway | escritor                | Estados Unidos | n. 1899     |     |
| 2 de Novembro  | James Thurber    | humorista e escritor    | Estados Unidos | n. 1894     |     |
| 19 de Dezembro | José Dias Coelho | escultor e antifascista | Portugal       | n. 1923     |     |

## Prémios literários
- Nobel de Literatura - Ivo Andric
- Prémio Machado de Assis - Guimarães Rosa